# Lista de episódios de Conversa com Bial (1.ª temporada)
Esta lista contém os episódios da primeira temporada do talk show Conversa com Bial, exibidos pela Rede Globo desde a estreia do programa em 2 de maio de 2017.

## 1ª temporada: 2017
| N.º | Convidado(s)                                                                                        | Data de exibição       |
| --- | --------------------------------------------------------------------------------------------------- | ---------------------- |
| 1 | Cármen Lúcia, Fernanda Torres e José Márcio Camargo                                                 | 2 de maio de 2017      |
| Pedro Bial trata de temas relevantes para o telespectador, seja em formato de entrevistas ou de debates, no estúdio ou fora dele, sempre que isso se fizer necessário. Um time de colunistas participa dando sua visão sobre diversos assuntos e a banda, formada por cinco músicos de SP, vai animar e dar o tom das conversas. Na estreia, a ministra Cármen Lúcia, presidente do Supremo Tribunal Federal, é entrevistada, com as participações especiais de Fernanda Torres e do economista José Márcio Camargo. | |                        |
| 2 | Rita Lee                                                                                            | 3 de maio de 2017      |
| Pedro Bial recebe a 'rainha' do rock nacional, Rita Lee, e ela surpreende ao dizer que 'rock é cuidar da minha horta'. | |                        |
| 3 | Laís Souza e Miguel Nicolelis                                                                       | 4 de maio de 2017      |
| Conversa com Bial desta quinta-feira recebe dois ilustres brasileiros: a ex-ginasta Laís Souza e um dos 20 cientistas mais influentes do mundo, o cientista Miguel Nicolelis. | |                        |
| 4 | Pepe Mujica, Adriana Carranca e Vitor Ramil                                                         | 5 de maio de 2017      |
| Pedro Bial viajou ao Uruguai para uma entrevista exclusiva com Pepe Mujica, ex-presidente do nosso país vizinho. A entrevista será comentada no palco do programa pela correspondente internacional Adriana Carranca e pelo músico Vitor Ramil, que já morou em Montevidéu. | |                        |
| 5 | Gilberto Gil e Neusa de Carvalho                                                                    | 8 de maio de 2017      |
| Enquanto a maioria sofre ao falar sobre a morte, o cantor Gilberto Gil, que já falou sobre ela mais de vinte vezes em suas canções, discute abertamente o tema. A atração também conta com a participação da professora de biologia Neusa de Carvalho, de 86 anos, que fez um testamento vital, para deixar registrado o que ela não quer que façam com seu corpo, caso algo aconteça.Canções: "Não Tenho Medo da Morte" e músicas que fez para o neto e bisneta. | |                        |
| 6 | Jacinto Manto, Priscilla Alcantara e Ton Carfi                                                      | 9 de maio de 2017      |
| Pedro Bial conversa com os fenômenos Pastor Jacinto Manto, Priscilla Alcantara e Ton Carfi, que espalham a palavra de Deus na internet e acumulam milhões de seguidores, com direito a fã-clubes, shows e até a videoclipes de altíssima qualidade. | |                        |
| 7 | Ricardo Lísias, Carlos Andreazza e Ana Miranda                                                      | 10 de maio de 2017     |
| Bial recebe o escritor Ricardo Lísias, autor do livro "Diário da Cadeia", assinado com o pseudônimo Eduardo Cunha e, inicialmente, censurado. Pedro Bial ainda conversa com o editor Carlos Andreazza e a escritora Ana Miranda. | |                        |
| 8 | Lira Neto e Zeca Pagodinho                                                                          | 11 de maio de 2017     |
| Conversa presta uma homenagem aos 100 anos do samba e recebe o escritor Lira Neto, autor do livro 'Uma História do Samba: As Origens' e o cantor Zeca Pagodinho.Canções: "Jura" e outras. | |                        |
| 9 | Drauzio Varella                                                                                     | 12 de maio de 2017     |
| Bial recebe Drauzio Varella, que fala sobre o seu mais recente livro, que trata sobre as presas no Brasil. Com ele, o médico e escritor encerra sua trilogia literária sobre o sistema carcerário do país, iniciada com "Estação Carandiru" e "Carcereiros", que deram origem a um filme e uma série, respectivamente. | |                        |
| 10 | Rodrigo Santoro                                                                                     | 15 de maio de 2017     |
| Direto de Los Angeles para o Brasil, Rodrigo Santoro deu uma paradinha especial no Conversa com Bial, para dividir com o apresentador e amigo Pedro Bialalguns momentos importantes que tem vivido na carreira internacional, e também na vida pessoal, já que, em breve, o ator será papai. | |                        |
| 11 | Padre Fábio de Melo                                                                                 | 16 de maio de 2017     |
| Articular uma boa conversa é quase que mais uma das especialidades de Padre Fábio de Melo. Com uma legião de fãs, o padre detalha para Pedro Bial um pouco da sua rotina, o amor por seus cachorrinhos, suas idas a Jerusalém e como seria se ocupasse o posto de Papa.Canção: "Trem-Bala". | |                        |
| 12 | Augusto Cury e Tony Bellotto                                                                        | 17 de maio de 2017     |
| Bial recebe o médico psiquiatra, professor e escritor Augusto Cury, e o cantor e compositor Tony Bellotto. Os dois conversam sobre ansiedade, o mal do século XXI. | |                        |
| 13 | Maiara & Maraisa                                                                                    | 18 de maio de 2017     |
| As irmãs gêmeas Maiara e Maraisa abrem o jogo, revelam o valor do cachê atual, quem é a mais falante e o motivo pelo qual não desistiram da música.Canções: "10%", "Medo Bobo" e "Como Nossos Pais", de Elis Regina. | |                        |
| 14 | Ronaldo Lemos e Márlon Reis                                                                         | 19 de maio de 2017     |
| O advogado Ronaldo Lemos apresenta, junto com o criador do Ficha Limpa, Márlon Reis, um aplicativo que faz com que nossa participação cidadã tenha muito mais efeito e sejam levadas para o Congresso Nacional. | |                        |
| 15 | Carlos Ayres Britto                                                                                 | 22 de maio de 2017     |
| Bial recebe o ministro aposentado Carlos Ayres Britto, do Supremo Tribunal Federal. | |                        |
| 16 | Alexandra Loras, Karol Conka, Yasmin Tainá, Eliane Dias e MC Soffia                                 | 23 de maio de 2017     |
| Pedro Bial debate sobre a luta das mulheres negras no cenário da música, arte e na sociedade em geral. Na conversa, ele conta com a presença da ex-consulesa da França Alexandra Loras, a cantora Karol Conka, a estudante de cinema Yasmin Tainá, a produtora do Racionais, Eliane Dias e MC Soffia.Canções: "Bate a Poeira" e "Menina Pretinha". | |                        |
| 17 | Fernando Gabeira e Maya Gabeira                                                                     | 24 de maio de 2017     |
| Bial tem um convidado muito especial: o político e jornalista Fernando Gabeira, que fala sobre o seu novo livro, "Democracia Tropical - Caderno de Um Aprendiz", e analisa o cenário político brasileiro. E para enriquecer ainda mais a conversa, Pedro Bial convida a filha do político, a surfista Maya Gabeira, que fala sobre suas conquistas no esporte. | |                        |
| 18 | Caco Barcellos                                                                                      | 25 de maio de 2017     |
| Pedro recebe o jornalista Caco Barcellos, que há dez anos também está à frente do Profissão Repórter. | |                        |
| 19 | Jojo Moyes                                                                                          | 26 de maio de 2017     |
| A autora Jojo Moyes, responsável pelo livro "Como Eu Era Antes de Você" e outras onze obras. No bate-papo, a também jornalista relembra que teve de publicar oito livros antes de conquistar o reconhecimento como escritora. | |                        |
| 20 | Ney Matogrosso                                                                                      | 29 de maio de 2017     |
| Há 44 anos na estrada como músico, Ney Matogrosso revela que sempre sonhou com a carreira de ator e viu na música sua chance de brilhar como intérprete. Ainda entre os temas, Pedro Bial questiona se Cazuza foi o primeiro amor de Ney, resgata algumas 'transgressões' da adolescência do músico e ainda discute a posição política do artista no atual cenário brasileiro. Canção: "Por Que a Gente é Assim?" | |                        |
| 21 | Dartiu Xavier e Arthur Guerra                                                                       | 30 de maio de 2017     |
| O psiquiatra e professor da Unifesp Dartiu Xavier e o professor da USP Arthur Guerra conversam com Pedro Bial sobre o uso de substâncias recreacionais em contexto médico. Na plateia, o neuropediatra Eduardo Favereta companha Alexandre Meirelles, pai de Gabriel, que vive com epilepsia, e faz tratamento com o uso de Canabidiol. | |                        |
| 22 | Rafael Terra e DJ Tom                                                                               | 31 de maio de 2017     |
| Bial recebe uma turma que faz barulho nas redes sociais, principalmente de compartilhamento de vídeo. KondZilla, Rafael Terra e DJ Tom são os convidados. O programa tem ainda a participação de Erinho Silva e da cantora Karol Conka. | |                        |
| 23 | Serginho Groisman                                                                                   | 1 de junho de 2017     |
| É dia de festa no Conversa com Bial, que completa um mês na grade da Globo. E nada melhor comemorar com um amigo os primeiros 30 dias na telinha. Serginho Groisman é o convidado, e ele abre seu álbum de 17 anos de Altas Horas. Para quem gosta de uma boa conversa, pode se programar, porque até Bial entra no jogo de entrevistas e é questionado pelo amigo sobre o seu momento especial de "estar grávido". | |                        |
| 24 | Hassan Akkad                                                                                        | 2 de junho de 2017     |
| Conversa exibe trechos inéditos do documentário de Hassan Akkad, que ganhou relevância mundial ao filmar sua fuga até a Europa inédito na TV brasileira. | |                        |
| 25 | Elza Soares e Arrigo Barnabé                                                                        | 5 de junho de 2017     |
| Com a agenda de shows cheia, reconhecida no Brasil e no mundo, Elza Soares conta ao amigo Pedro Bial parte das aventuras de sua carreira e revela até intimidades da época em que viveu com o craque Mané Garrincha. Divertida, a artista confessa se sentir uma fênix. Não por acaso, ainda planeja uma biografia, escrita pelo jornalista Zeca Camargo.Canções: "Maria da Vila Matilde" e "Nervos de Aço" | |                        |
| 26 | Miriam Leitão e os familiares de Vladimir Herzog                                                    | 6 de junho de 2017     |
| Pedro Bial recebe a jornalista Miriam Leitão e os familiares de Vladimir Herzog. O tema: o período da ditadura. | |                        |
| 27 | PC Siqueira e Dani Russo                                                                            | 7 de junho de 2017     |
| PC Siqueira e Dani Russo são os convidados do apresentador. | |                        |
| 28 | Leandra Leal, Rogéria e Jane di Castro                                                              | 8 de junho de 2017     |
| A atriz e diretora Leandra Leal abre o baú da produção do documentário Divinas Divas, premiado em festivais de cinema. E ainda conta com as participações das atrizes Rogéria e Jane di Castro.Canção: "La Vie en Rose" | |                        |
| 29 | Ricardo Araújo Pereira e Marcius Melhem                                                             | 9 de junho de 2017     |
| Pedro Bial recebe o comediante português Ricardo Araújo Pereira. E o tempero brasileiro fica nas mãos do artista Marcius Melhem, que confessa também ser fã do trabalho do colega de profissão. | |                        |
| 30 | Marcos Cesar Pontes, Salvador Nogueira, João Paulo Guerra Barrera e Sandra Maria Feliciano da Silva | 12 de junho de 2017    |
| Pedro Bial faz uma viagem especial ao espaço. Ao lado de Marcos Cesar Pontes, astronauta brasileiro e tenente-coronel da Força Aérea Brasileira, o apresentador discute curiosidades da profissão. Ainda no bate-papo: o jornalista Salvador Nogueira, o pequeno João Paulo Guerra Barrera, o mais novo a ganhar um concurso literário da Nasa no mundo. E Sandra Maria Feliciano da Silva, selecionada para viajar para Marte. | |                        |
| 31 | Lázaro Ramos                                                                                        | 13 de junho de 2017    |
| Lázaro Ramos discute o seu novo livro, "Na Minha Pele". Apesar do tom autobiográfico, ele esclarece que a obra é uma discussão de identidade, que também se mistura com sua história. "Minha história de vida é uma exceção, porque sou um ator privilegiado. Meu trabalho é reconhecido e tenho carinho das pessoas, e isso não é uma realidade de todos os atores negros do meu país." O papo está emocionante. | |                        |
| 32 | Marcel de Souza, David Feldman e Raulzinho Neto                                                     | 14 de junho de 2017    |
| Pedro Bial conversa com o treinador e jogador de basquete Marcel de Souza, o publicitário David Feldman e o jogador de basquete Raulzinho Neto. | |                        |
| 33 | Anitta                                                                                              | 15 de junho de 2017    |
| O sucesso chegou cedo para a cantora Anitta, hoje com 24 anos. Mas ela relembra que lutou muito para conquistar sua atual posição, com direito até a parcerias internacionais. O bate-papo está incrível e, claro, tem muita música boa.Canções: "Sim ou Não", "Paradinha" e "Bang". | |                        |
| 34 | Guel Arraes, Luiz Carlos Vasconcelos e Gerson Camarotti                                             | 16 de junho de 2017    |
| O escritor Ariano Suassuna completaria 90 anos. Então para prestar uma homenagem ao escritor, com três amigos do autor: o cineasta e diretor Guel Arraes, o ator Luiz Carlos Vasconcelos e o jornalista Gerson Camarotti. | |                        |
| 35 | Nando Reis                                                                                          | 19 de junho de 2017    |
| Como Pedro Bial diz na abertura, quem nunca gravou, com certeza sonha gravar algo de Nando Reis. E é sobre isso que o "ruivo mais famoso do Brasil" fala na atração. Ainda no bate-papo, relembra a relação com a mulher, mãe de seus quatro filhos, e relembra algumas experiências com drogas. Canções: "Só Posso Dizer", "Repartir" e "Família". | |                        |
| 36 | Fernando Grostein, Talles Faria, Liao Tao Ming e Reinaldo Bulgarelli                                | 20 de junho de 2017    |
| Ao lado do cineasta Fernando Grostein, o apresentador Pedro Bial faz um alerta sobre os perigos da homofobia. Além do irmão de Luciano Huck, o jovem Talles Faria, que ficou conhecido por levantar a bandeira LGBT numa formatura do ITA, a taiwanesa Ming e o consultor Reinaldo Bulgarelli. | |                        |
| 37 | Antônio Fagundes, Mara Carvalho, Bruno Fagundes e Alexandra Martins                                 | 21 de junho de 2017    |
| Ao lado do ator Antônio Fagundes, estrela do espetáculo "Baixa Terapia", Pedro Bial fala sobre o projeto, os hábitos do veterano e ainda recebe os atores Mara Carvalho (ex-mulher), Bruno Fagundes (filho) e sua atual companheira, Alexandra Martins. Sim, todos eles estão na peça, juntos! | |                        |
| 38 | Daniel Alves, Ney Alves, Xande de Pilares e Thiago Matheus                                          | 22 de junho de 2017    |
| Daniel Alves mostra suas habilidades dentro e fora de campo. Ao lado do amigo Xande de Pilares, ele solta a voz e mostra que também é muito bom de música. O irmão, Ney Alves, e o sertanejo Thiago Matheus também têm participação no show de Daniel.Canções: "Eu Não Quero Casar", "Tem Que Provar Que Merece" e "Só Vai de Camarote". | |                        |
| 39 | Leandro Karnal, Welder Rodrigues, Fabio Mesquita e Jorge Moll                                       | 23 de junho de 2017    |
| Você sabe quantas vezes no dia você comete pequenas corrupções? Nunca parou para pensar nisso? Essa é a proposta do Conversa com Bial. Com um time de especialistas, que inclui o historiador e professor Leandro Karnal, da Unicamp, o humorista Welder Rodrigues, o professor de filosofia Fabio Mesquita e o neurocientista Jorge Moll, o apresentador Pedro Bial mostra como a gente desliza com a ética no dia a dia e opta por mentir, omitir e não cumprir. | |                        |
| 40 | Marcello Dantas, Jum Nakao, Ryuichi Sakamoto e Kengo Kuma                                           | 26 de junho de 2017    |
| Pedro Bial foi até a Japan House, recém inaugurada em São Paulo, e trouxe o melhor do Japão para os admiradores da cultura e também aos que não conhecem muita coisa. No palco, o apresentador conversa com Marcello Dantas, curador do projeto, e Jum Nakao, estilista. A atração ainda conta com participações de Ryuichi Sakamoto, pianista e compositor japonês e Kengo Kuma, arquiteto que fez a Japan House e o estádio das Olimpíadas de Tóquio 2020. | |                        |
| 41 | Ruy Castro, Jaira Freixiela Adamczyk e Luiz Antônio da Cruz                                         | 27 de junho de 2017    |
| O jornalista Ruy Castro fala sobre sua história com o álcool, em que bebeu dos 20 aos 40 anos compulsivamente. Ainda na conversa, a presença da presidente do AA no Brasil, Jaira Freixiela Adamczyk, fundação que está há 70 anos no país, e Luiz Antônio da Cruz. | |                        |
| 42 | Paulo César Caju e Walter Casagrande                                                                | 28 de junho de 2017    |
| Os ex-jogadores Paulo César Caju e Walter Casagrande relembram suas carreiras no esporte e sobre muitos outros assuntos, como drogas e política. | |                        |
| 43 | Zezé Di Camargo & Luciano e Tatiana Amaral                                                          | 29 de junho de 2017    |
| O erotismo invade a atração, com as participações da dupla Zezé Di Camargo & Luciano e a escritora Tatiana Amaral, especialista em soft porn. Entre uma declaração e outra, a dupla, que já embalou muitos romances por aí, se solta e diverte a plateia. Luciano, inclusive, se declara à mulher, Flávia Fonseca. "Sou romântico por natureza, as musicas que mais me emocionam são as do Zezé, ele parece contar as minhas histórias, isso me toca.".Canções: "É o Amor", "Destino" e "Dou a Vida Por Um Beijo". | |                        |
| 44 | Tony Ramos, Edin Abumanssur, Nilton Bonder e Tupá Guerra                                            | 30 de junho de 2017    |
| Bial discute a possível existência de um universo sombrio e as figuras que circulam por lá, como o temido diabo, chamado de diferentes maneiras pela sociedade. Tony Ramos, que acabou de interpretar o temido Abel em Vade Retro, participa da atração, fala de sua religiosidade e se aprofunda no assunto com as colaborações de Edin Abumanssur, professor de sociologia da religião da PUC de São Paulo, Nilton Bonder, rabino e escritor, e Tupá Guerra, historiadora e podcaster. | |                        |
| 45 | Beatriz Milhazes, Vik Muniz e Marcos Caruso                                                         | 3 de julho de 2017     |
| Quanto vale uma obra de arte, quanto tempo ela leva para ser feita? Essa e outras curiosidades, o apresentador Pedro Bial esclarece no programa, com as participações de Beatriz Milhazes e Vik Muniz. O ator Marcos Caruso, um outro amante desse universo, também integra o time. | |                        |
| 46 | Lea T, Toninho Cerezo, Johnny Hooker e Liz Donovan                                                  | 4 de julho de 2017     |
| Pela primeira vez, Lea T e o pai, Toninho Cerezo, participam juntos de um programa de TV e contam como foi o processo de transição da modelo. Johnny Hooker e a mãe Liz Donovan do cantor também enriquecem a conversa.Canções: "Alma Sebosa" e "Flutua" | |                        |
| 47 | Sérgio Rodrigues, Francisco José Espinola, André Vallias e os Sensacionalista                       | 5 de julho de 2017     |
| Você sabe identificar um trocadilho? E uma notícia sensacionalista? O programa mergulha no universo dos sinônimos e piadas que ronda as operações policiais, poesias e notícias. Além da presença do colunista Sérgio Rodrigues, o programa recebe o engenheiro Francisco José Espinola, que ficou famoso na internet por causa de seus trocadilhos. O poeta André Vallias complementa o papo. E para os que amam o bom humor das notícias sensacionalistas, os feras Marcelo Zorzanelli, Martha Mendonça, Nelito Fernandes e Leonardo Lanna, do Sensacionalista, que faz a internet ferver com o mundo fictício de suas reportagens. | |                        |
| 48 | Fernanda Lima e Helena Rizzo                                                                        | 6 de julho de 2017     |
| Sabe aquela pessoa que dispensa enrolação? Prazer, Pedro Bial e vocês vão conversar com a linda Fernanda Lima, mãe, apresentadora, praticante de ioga e mestre em esclarecer qualquer tipo de assunto. Helena Rizzo, maior chef mulher do mundo, ex-modelo e amiga de juventude da Fernanda, também participa do bate-papo. | |                        |
| 49 | Paulo Miklos e Seu Jorge                                                                            | 7 de julho de 2017     |
| A vida imita a arte? É sobre essa e outras questões que os músicos Paulo Miklos e Seu Jorge falam no programa. Dedicados à música, os artistas também abrem o baú de memórias sobre as suas respectivas passagens pelo mundo da ficção. Em tempo: Seu Jorge, que também reside em Los Angeles, comenta como está o 'filme' da política brasileira fora do país.Canções: "Carinhoso", "Life On Mars?", "Saudosa Maloca" e "A Lei Desse Troço" | |                        |
| 50 | Cláudia Abreu e Antonio Prata                                                                       | 10 de julho de 2017    |
| Com quatro filhos em casa, Cláudia Abreu abre o jogo que é mais fácil ser mãe de um quarteto na hora de viajar, porque um faz companhia para o outro. No bate-papo, Pedro Bial ainda fala do hábito de ler para os filhos e ainda recebe o escritor e cunhado Antonio Prata, responsável pelo sucesso "Nu, de Botas". | |                        |
| 51 | Wagner Moura                                                                                        | 11 de julho de 2017    |
| O ator e agora também diretor Wagner Moura faz uma retrospectiva de sua carreira, relembra sua entrada na Globo, comenta o possível estigma deixado pelo famoso Capitão Nascimento e assume dispensar alguns convites de Hollywood. | |                        |
| 52 | Monica Iozzi                                                                                        | 12 de julho de 2017    |
| Nenhuma pergunta fica sem resposta num bate-papo com Monica Iozzi. Num papo franco com Pedro Bial, a atriz relembra momentos engraçados do início de sua carreira, assume ser perfeccionista, se arrisca numa possível estrada como cantora e toca num assunto delicado: o processo do ministro Gilmar Mendes e sua saída das redes sociais. O papo é bom, leve e importante, com direito a um manual de sobrevivência para circular por Brasília. | |                        |
| 53 | Simone & Simaria                                                                                    | 13 de julho de 2017    |
| As irmãs baianas Simone e Simaria são as convidadas do programa. As novas técnicas do The Voice Kids falam da carreira de sucesso, entregam que sempre sonharam com uma casa 'com banheiro bom' e relembram a dolorosa perda do pai. Canções: 'Loka' e 'Regime Fechado' e 'Quando o Mel é Bom'. | |                        |
| 54 | Mauricio de Sousa, Marina de Sousa e Thalita Rebouças.                                              | 14 de julho de 2017    |
| Bial conta com a presença de um cartunista que marcou a infância de muita gente. Mauricio de Sousa conversa ao lado da filha, Marina de Sousa, e da escritora Thalita Rebouças. O clima é de nostalgia ao relembrar histórias da 'Turma da Mônica', mas também de muitas novidades para essa grande turma. | |                        |
| 55 | Luiz Caldas                                                                                         | 17 de julho de 2017    |
| O tempero baiano de Luiz Caldas invade o programa, que já abre a atração cheio de energia com 'Haja Amor'. Cantor desde os 7 anos, o artista, hoje com 54 anos, fala de seu início na música, revela que aprendeu a gostar de guitarra com o pai e relembra a introdução de instrumentos, como piano e bateria, no trio elétrico. Canções: 'Haja Amor' e "Apartheid da Alegria" | |                        |
| 56 | Cássia Kis, Mariana Varella e Albertina Duarte                                                      | 18 de julho de 2017    |
| A cada cinco casais, um resolve não ter filhos. E é sobre isso que o programa fala, com a participação da atriz Cássia Kis, que aos 38 anos resolveu ter filhos e até os 48 teve quatro! Ainda no bate-papo: a jornalista Mariana Varella e a médica Albertina Duarte. | |                        |
| 57 | Andrucha Waddington e Jorge Furtado                                                                 | 19 de julho de 2017    |
| Você imagina como são os corredores dos hospitais brasileiros? O diretor-geral Andrucha Waddington e o redator-final Jorge Furtado explicam o objetivo da minissérie Sob Pressão, que estreia na TV Globo, com Marjorie Estiano e o cenário médico como protagonistas. | |                        |
| 58 | Alexandre Pires e Júnior                                                                            | 20 de julho de 2017    |
| Aos 16 anos, a música escolheu Alexandre Pires e, desde então, o mineiro, hoje com 41 anos, não parou mais. Apesar do talento e o reconhecimento no Brasil e no mercado internacional, ele conta que nunca estudou música e que sonha com um momento de 'parada' para se dedicar mais profundamente à arte. Ainda no bate-papo: o ex-jogador de futebol Júnior. Canções: "Kid Cavaquinho", "Lindo Lago do Amor", "Domingo" e "Que Se Chama Amor". | |                        |
| 59 | Yuval Noah Harari e Stevens Rehen                                                                   | 21 de julho de 2017    |
| Depois de explicar a história da humanidade ao longo de quase 500 páginas e ser reconhecido no mundo com a obra "Sapiens - Uma Breve História da Humanidade", traduzida em mais de 30 línguas, o historiador israelense Yuval Noah Harari dá entrevista exclusiva ao apresentador Pedro Bial. Ainda no bate-papo, o cientista brasileiro Stevens Rehen. Ainda exibe ilustrações do renomado quadrinista brasileiro Rafael Grampá, vencedor do Eisner Award, o Oscar das histórias em quadrinho. | |                        |
| 60 | Márcia Haydée e Thiago Soares                                                                       | 24 de julho de 2017    |
| O programa caprichou no quesito elegância, com as participações da bailarina Márcia Haydée, consagrada mundialmente e conhecida como a Maria Callas da dança por causa de sua forte interpretação, e Thiago Soares, primeiro bailarino do Royal Ballet de Londres. | |                        |
| 61 | Laerte Coutinho e Rafael Coutinho                                                                   | 25 de julho de 2017    |
| Aos 58 anos, Laerte recebeu o título de ícone dos transgêneros. E agora aos 66 anos, o cartunista fala sobre os primeiros momentos com roupas femininas, os olhares nas ruas e, claro, as conversas com os filhos. Ainda no bate-papo, o filho Rafael Coutinho presenteia o pai no fim da atração. | |                        |
| 62 | Artur Xexéo, Patrícia Kogut e Marcello Camargo                                                      | 26 de julho de 2017    |
| O tapete vermelho do Conversa com Bial já está esticado, afinal, é dia de homenagear a eterna dama da TV brasileira: Hebe Camargo, com as presenças dos jornalistas Artur Xexéo e Patrícia Kogut. Ainda no bate-papo: Marcello Camargo, herdeiro da artista, que relembra com carinho os famosos selinhos da mãe. | |                        |
| 63 | Fernando & Sorocaba                                                                                 | 27 de julho de 2017    |
| O posto de um dos líderes do mercado sertanejo, a dupla Fernando & Sorocaba entrega os segredos para fazer sucesso no meio da música. Uma boa canção, talento, uma boa gestão e algumas muitas coisas a mais. Cantores, compositores e empresários de alguns nomes importantes do cenário musical, como Marcos & Bellutti e Lucas Lucco, eles dão o caminho das pedras para se chegar lá. Canções: "Bala de Prata", "Luzes de São Paulo" e "Paga Pau". | |                        |
| 64 | Sidney Magal                                                                                        | 28 de julho de 2017    |
| Comemorando 50 anos de carreira, Sidney Magal relembra os melhores momentos da carreira e entrega o segredo de ter arrastado multidões de mulheres para os seus shows desde o lançamento de "Sandra Rosa Madalena". Canções: "Sandra Rosa Madalena, A Cigana", "Tenho", "Me Chama Que Eu Vou" e "Meu Sangue Ferve Por Você". | |                        |
| 65 | Monge Lama Michel e Marisa Orth                                                                     | 31 de julho de 2017    |
| Pode preparar um bom chá e relaxar em frente à TV. O monge Lama Michel fala sobre sua inserção no Budismo desde a infância e a atriz e cantora Marisa Orth confessa como se apaixonou pela religião no início da carreira, quando precisou lidar com um grande e assustador desafio: a fama! Canção: "As Dores do Mundo". | |                        |
| 66 | Elizabeth MacGregor, Mara Marques e João Vicente de Castro                                          | 1 de agosto de 2017    |
| Exibicionismo de animais, circos sem bichos, animais presos em zoológicos, existência de rodeios, aquários e etc. É essa reflexão que propõe, com as participações da geóloga Elizabeth MacGregor, da FNPDA (Fórum Nacional de Proteção e Defesa Animal), Mara Marques, da Sociedade Paulista de Zoológicos e o ator João Vicente de Castro, embaixador da AMPARA Animal. | |                        |
| 67 | Rodrigo Mendes, Cacá Bueno e Manuel Cardoso                                                         | 2 de agosto de 2017    |
| As tecnologias da inclusão social. É essa reflexão que o programa propõe, com as participações do empresário Rodrigo Mendes, do piloto Cacá Bueno e do professor Manuel Cardoso. | |                        |
| 68 | Selton Mello e Johnny Massaro                                                                       | 3 de agosto de 2017    |
| Pedro Bial conversa com os atores que estão no filme 'O Filme da Minha Vida' que estreia nos cinemas do Brasil. Eles também debatem sobre o belo e o valor das coisas simples. Selton ainda fala sobre o lado bom e ruim da fama. Canção: "Coração de Papel". | |                        |
| 69 | João Carlos Martins e Alexandre Nero                                                                | 4 de agosto de 2017    |
| Pedro Bial conversa com o maestro João Carlos Martins sobre o filme baseado na trajetória do músico que, recentemente, passou pela 23º cirurgia nas mãos. Alexandre Nero, intérprete de Martins no longa dirigido por Mauro Lima, também participa do papo. Tocado no piano: 'Thank You', de Dave Brubeck, 'Rêverie', de Schumann e Bach e Tom Jobim | |                        |
| 70 | Mia Couto e Sidarta Ribeiro                                                                         | 7 de agosto de 2017    |
| Bial recebe o biólogo e escritor moçambicano Mia Couto e o cientista Sidarta Ribeiro. A dupla bate um papo sobre literatura e ciência. | |                        |
| 71 | Cauã Reymond, Marcos Piangers e Helen Ramos                                                         | 8 de agosto de 2017    |
| Cauã Reymond abre o coração para falar sobre a paternidade. Durante o papo, o ator afirma que a chegada da filha o transformou como pessoa e mudou sua rotina profissional. O especialista em paternidade Marcos Piangers e a youtuber Helen Ramos, que faz vídeos sobre maternidade, também participam da conversa. | |                        |
| 72 | Maitê Proença, Victor Lopes e Daniel Souza                                                          | 9 de agosto de 2017    |
| O programa presta uma homenagem à memória de Betinho, um dos maiores sociólogos e ativistas dos direitos humanos brasileiros, com as presenças da atriz Maitê Proença e do cineasta Victor Lopes. Ainda no bate-papo: Daniel Souza, filho do mineiro falecido há 20 anos. | |                        |
| 73 | Claudia Raia, Jarbas Homem de Mello e Enzo Celulari                                                 | 10 de agosto de 2017   |
| A atriz Claudia Raia falar do espetáculo 'Cantando na Chuva', junto com o marido Jarbas Homem de Mello. O bate-papo conta ainda com a participação de Enzo Celulari, filho mais velho da atriz. Pedro Bial mostra toda sua versatilidade ao participar de um número musical ao lado de Claudia. | |                        |
| 74 | Hamilton de Holanda e Conceição Evaristo                                                            | 11 de agosto de 2017   |
| Bial conta com a participação do bandolista Hamilton de Holanda, criador do bandolim de dez cordas, e com a escritora Conceição Evaristo. A dupla bate um papo sobre música e literatura que, segundo Pedro Bial, dá samba! Tocado: Bandolim | |                        |
| 75 | Pilar del Río, Paloma Amado e Sérgio Rodrigues                                                      | 14 de agosto de 2017   |
| Pilar del Río e Paloma Amado, mulher de José Saramago e filha de Jorge Amado, falam sobre a amizade tardia dos escritores. É um encontro lindo de literatura. Participa ainda do bate-papo, o colunista de língua e linguagem do programa: Sérgio Rodrigues. | |                        |
| 76 | Ivete Sangalo e Cinthia Sangalo                                                                     | 15 de agosto de 2017   |
| Ivete Sangalo entrega que está tentando um irmão para o filho, Marcelo, e confessa que não chora por qualquer coisa. A irmã da cantora, Cinthia Sangalo, participa do papo e a baiana relembra infância e começo da carreira. Canções: "Conto de Areia", "Lobo Bobo", "À Vontade" e "Tempo de Alegria". | |                        |
| 77 | Tabata Amaral de Pontes, Ilona Szabó e Alessandra Orofino                                           | 16 de agosto de 2017   |
| Bial contou com a participação de Tabata Amaral de Pontes, estudante que saiu da escola pública e passou em Harvard e outras faculdades dos Estados Unidos. Participaram do papo: a cientista política Ilona Szabó e a economista em direitos humanos Alessandra Orofino. O trio discutiu uma possível nova política para o Brasil. | |                        |
| 78 | Affonso Romano de Sant'Anna, Humberto Werneck, Leda Nagle e Edmílson Caminha                        | 17 de agosto de 2017   |
| Pedro Bial prestou uma homenagem aos 30 anos de morte do poeta Carlos Drummond de Andrade em um papo com amigos próximos do artista. Participaram do programa Affonso Romano de Sant’Anna, escritor e poeta; Humberto Werneck, escritor e jornalista; Leda Nagle, jornalista e apresentadora, e Edmílson Caminha, escritor e jornalista. | |                        |
| 79 | Paulo Mendes da Rocha e Joana Mendes da Rocha                                                       | 18 de agosto de 2017   |
| O arquiteto Paulo Mendes da Rocha e a filha Joana Mendes da Rocha, bateram um papo sobre arquitetura. Em pauta: o documentário 'Tudo é Projeto', feito por Joana após dez anos de trabalho acompanhando o dia a dia do pai, e o recente projeto de abertura de um SESC no centro de São Paulo, visando na reabilitação do centro da cidade. | |                        |
| 80 | Francisco Costa, Ronaldo Fraga e André Carvalhal                                                    | 21 de agosto de 2017   |
| Os estilistas Francisco Costa, Ronaldo Fraga e André Carvalhal batem um papo sobre moda e sustentabilidade. | |                        |
| 81 | Luís Roberto Barroso                                                                                | 22 de agosto de 2017   |
| O ministro do Supremo Tribunal Federal Luís Roberto Barroso comenta o atual cenário político do Brasil e demonstra bom humor apesar dos temas difíceis como: delação premiada, foro privilegiado e descriminalização da maconha. | |                        |
| 82 | Vladimir Brichta                                                                                    | 23 de agosto de 2017   |
| Vladimir Brichta conversa com Pedro Bial sobre seu novo filme: Bingo: O Rei das Manhãs. O apresentador faz uma participação no longa dirigido por Daniel Rezende, que conta ainda com uma participação de Domingos Montagner. Canção: 'Tudo Pode Mudar' | |                        |
| 83 | Marcos & Belutti e Whindersson Nunes                                                                | 24 de agosto de 2017   |
| A dupla Marcos & Belutti e o youtuber Whindersson Nunes. Durante o programa, o trio canta e faz imitações de artistas como Márcio Canuto, Joelma, Nazaré Tedesco, Zacarias, entre outros. Canções: "Aquele 1%", "Domingo de Manhã" e "Eu Era". | |                        |
| 84 | Deborah Colker, Inêz Cabral, Gerson Camarotti e Lirinha                                             | 25 de agosto de 2017   |
| Deborah Colker participa de um papo sobre João Cabral de Melo Neto. A bailarina faz o espetáculo 'Cão Sem Plumas', baseado no poema homônimo de João, que faleceu em 1999. Inêz Cabral, filha do poeta, o jornalista Gerson Camarotti e Lirinha, vocalista da banda Cordel do Fogo Encantado, também se juntam à conversa. | |                        |
| 85 | Elba Ramalho, Jotabê Medeiros e Gilberto Belchior                                                   | 28 de agosto de 2017   |
| O programa presta uma homenagem ao músico Belchior, que faleceu em abril. Elba Ramalho, o jornalista Jotabê Medeiros e Gilberto Belchior, um dos 22 irmãos do músico, falam sobre a carreira do artista, relembram sucessos e comento o isolamento do músico da sociedade por mais de uma década.Canções: "A Palo Seco", "Paralelas", "Na Hora do Almoço" e "Mucuripe". | |                        |
| 86 | Palmirinha Onofre e Bela Gil                                                                        | 29 de agosto de 2017   |
| Presença especialíssima da cozinheira Palmirinha Onofre. E ela se une, num encontro inédito na TV, com a naturalíssima Bela Gil, que comanda receitas para lá de orgânicas no GNT. Durante o programa, elas falam sobre os dois mundos, trocam experiências e Bela afirma sempre ter sido fã de Palmirinha. E como a ocasião é especial, as duas entregam quitutes para Pedro Bial degustar e ainda preparam um prato juntas numa cozinha montada no Conversa – até Pedro Bial entrou no avental. | |                        |
| 87 | Maria Ribeiro, Laís Bodanzky e Tati Bernardi                                                        | 30 de agosto de 2017   |
| Maria Ribeiro, Laís Bodanzky e Tati Bernardi batem um papo sobre o filme 'Como Nossos Pais', premiado no Festival de Gramado. A atriz, a diretora e a roteirista falam sobre o possível feminismo retratado no longa e Maria dá detalhes de como foi seu teste para fazer a protagonista da produção. | |                        |
| 88 | João Gordo e Ronnie Von                                                                             | 31 de agosto de 2017   |
| João Gordo e Ronnie Von falam sobre a amizade entre eles e revelam quem compartilham de muitas semelhanças. No bate-papo, os apresentadores e músicos conversam ainda sobre carreira, drogas e família. Canções: "You Don't Know Me" e "Cavaleiro de Aruanda". | |                        |
| 89 | Os Paralamas do Sucesso                                                                             | 1 de setembro de 2017  |
| Bial recebe a banda Os Paralamas do Sucesso. No bate-papo, Herbert Vianna, João Barone, Bi Ribeiro e José Fortes, falam sobre música e cantam hits da carreira. Durante o programa, Pedro Bial resgata uma entrevista feita com o grupo para o Globo Repórter, exibida em 1985.Canções: "Vital e Sua Moto", "Aonde Quer Que Eu Vá", "Meu Erro" e "Sinais do Sim". | |                        |
| 90 | Edmar Bacha, Ana Maria Machado e Geraldo Carneiro                                                   | 4 de setembro de 2017  |
| É um bate-papo com o economista Edmar Bacha, a veterana Ana Maria Machado e o poeta Geraldo Carneiro, integrantes da Academia Brasileira de Letras (ABL). O trio fala sobre a rotina da ABL, a popularização das cadeiras e da importância da literatura na formação política do país. | |                        |
| 91 | Stepan Nercessian e Cláudio Manoel                                                                  | 5 de setembro de 2017  |
| Stepan Nercessian celebra o centenário de Abelardo Barbosa, que ainda inspira o Brasil com seu personagem Chacrinha. O bate-papo conta ainda com a participação de Claudio Manoel. Cancões: "Leão Ferido" e "Sonho de Ícaro" por Byafra e "Não Se Vá" por Jane e Herondy. | |                        |
| 92 | Fernando Meirelles, Carlos Nobre e Claudio Angelo                                                   | 6 de setembro de 2017  |
| O programa discute a situação do meio ambiente e o tema sustentabilidade com o cineasta Fernando Meirelles, o climatologista Carlos Nobre e o jornalista Claudio Angelo. Fernando comenta que planta uma média de 10 mil árvores por ano e atua no projeto Eu Sou Amazônia, em parceria com o Google Earth. | |                        |
| 93 | Renato Aragão, Rodrigo Fonseca e Pascoal Soto                                                       | 7 de setembro de 2017  |
| Renato Aragão revisita sua carreira e se emociona com o carinho da plateia. Participam do papo o jornalista e biógrafo Rodrigo Fonseca e o editor Pascoal Soto. | |                        |
| 94 | Dado Villa-Lobos, Marcelo Bonfá, Arthur Dapieve e João Bonfá e Léa Barros                           | 8 de setembro de 2017  |
| Os músicos Dado Villa-Lobos e Marcelo Bonfá homenagear o eterno parceiro de Legião Urbana, Renato Russo, que acaba de ganhar uma exposição em São Paulo, no MIS, com mais de mil objetos pessoais. Ainda na conversa: o biógrafo Arthur Dapieve, o músico João Bonfá, filho de Marcelo Bonfá, e Léa Barros, presidente do fã-clube Filhos da Revolução. Canções: "Que País é Este?", "Tempo Perdido", "Pais e Filhos" e "Ainda é Cedo". | |                        |
| 95 | Stevens Rehen, Helena Nader, Herton Escobar e Hugo Aguilaniu                                        | 11 de setembro de 2017 |
| Será uma discussão sobre a importância da ciência no nosso dia a dia e como ela sofre com a falta de investimento do país. No bate-papo, o colunista oficial do programa, o neurocientista Stevens Rehen, a presidente de honra da Sociedade Brasileira para o Progresso da Ciência (SBPC),Helena Nader, o jornalista científico Herton Escobar e o diretor-presidente do Instituto Serrapilheira, Hugo Aguilaniu. | |                        |
| 96 | Alcione e As Bahias e a Cozinha Mineira                                                             | 12 de setembro de 2017 |
| A artista Alcione, o grupo As Bahias e a Cozinha Mineira (formado por Assucena Assucena, Raquel Virgínia e Rafael Acerbi). A artista, que neste ano está celebrando 45 anos de carreira, festeja em novembro 70 anos de vida. E as comemorações não acabam aí, ela vai ser samba-enredo da escola Mocidade Alegre, de São Paulo e, como reforça Bial no bate-papo, cheia de disposição e exatamente 25 quilos menos, que deixou para trás após alguns sustos do coração. Canções: "Juízo Final" por Alcione, "Um Doido Caso" e "Dê Um Rolê" por As Bahias e a Cozinha Mineira, e "Estranha Loucura". | |                        |
| 97 | Reynaldo Gianecchini, Sri Prem Baba e Paulo Mattos                                                  | 13 de setembro de 2017 |
| Reynaldo Gianecchini contou que sempre foi um curioso sobre religiões e que nunca se encaixou em nenhuma por causa dos tabus em torno de algumas. Ao longo do bate-papo, o ator relembrou que o problema de saúde, que enfrentou em 2011, o fez repensar a vida. Ainda na conversa, o mestre espiritual Sri Prem Baba e o neurocientista Paulo Mattos | |                        |
| 98 | Marília Mendonça e Mirian Goldenberg                                                                | 14 de setembro de 2017 |
| Marília Mendonça revela que não gostava de sertanejo. Fala sobre o início de sua carreira. Conta história inédita de 'Traição Não Tem Perdão'. Bial brinca com frases de efeito engraçadas sobre traição. Mirian Goldenberg fala sobre a relação dos casais com a fidelidade. Marília Mendonça revela que fãs a procuram para pedir conselhos. Marília Mendonça fala sobre o "corno manso". Marília Mendonça canta 'Eu Sei De Cor'. Marília Mendonça canta 'Amante Não Tem Lar'. Marília Mendonça e Mirian Goldenberg falam sobre a culpa na traição. Daniele Martins fala sobre o papel das redes sociais na traição. Artistas elegem seu momentos favoritos dos 100 programas 'Conversa com Bial' Canções: "Infiel", "Eu Sei de Cor", "Amante Não Tem Lar" e 'Como Faz Com Ela' | |                        |
| 99 | Caetano Veloso e os filhos Moreno, Zeca e Tom                                                       | 15 de setembro de 2017 |
| Carreira artística, 50 anos do Tropicalismo e o relançamento do livro de reflexões da época da juventude, em Santo Amaro, "Verdade Tropical", foram os temas do bate-papo do Conversa com Bial desta sexta-feira, 15/9, que recebeu Caetano Veloso. O cantor, compositor e escritor participou do programa ao lado dos filhos Moreno, Zeca e Tom. Canções: "Oração ao Tempo", "Cajuína", "Um Canto de Afoxé Para o Bloco do Ilê" e "Todo Homem". | |                        |
| 100 | Carl Hart, Ilona Szabó, Flávio Falcone e Ricardo amaral                                             | 18 de setembro de 2017 |
| Debatem sobre as políticas públicas de combate às drogas. | |                        |
| 101 | Eduardo Villas Bôas e Adriana Villas Bôas                                                           | 19 de setembro de 2017 |
| O general dividiu parte de sua rotina e sua experiência no comando do exército com participação de sua filha, estudante de psicologia. | |                        |
| 102 | Família Schurmann                                                                                   | 20 de setembro de 2017 |
| 103 | Fernando Fernandes, Thais Frota e Themis Briand                                                     | 21 de setembro de 2017 |
| 104 | Roupa Nova                                                                                          | 22 de setembro de 2017 |
| 105 | Elton Medeiros, Teresa Cristina, Flávio Bauraqui e Vidal Assis                                      | 25 de setembro de 2017 |
| 106 | Stela Guedes Caputo, Henrique Vieira e Nelson Águia                                                 | 26 de setembro de 2017 |
| 107 | Amos Oz                                                                                             | 27 de setembro de 2017 |
| 108 | Artistas da Rocinha e do Complexo do Alemão                                                         | 28 de setembro de 2017 |
| 109 | Guilherme Arantes e Tiago iorc                                                                      | 29 de setembro de 2017 |
| 110 | Leonardo Padura                                                                                     | 02 de outubro de 2017  |
| 111 | Lucio Mauro Filho e Bruno Mazzeo                                                                    | 03 de outubro de 2017  |
| 112 | Marcello Dantas, Rosely Sayão, Leandro Narloch, Carlos Andreazza e Ricardo Rangel                   | 04 de outubro de 2017  |
| 113 | Thiaguinho e Bruninho                                                                               | 05 de outubro de 2017  |
| 114 | Isaac Karabtchevsky                                                                                 | 06 de outubro de 2017  |
| 115 | Michel Teló e José Hamilton Ribeiro                                                                 | 09 de outubro de 2017  |
| 116 | Bruna Lombardi e Stevens Rehen                                                                      | 10 de outubro de 2017  |
| 117 | Adriano Imperador                                                                                   | 11 de outubro de 2017  |
| 118 | Patrícia Andrante, Breno Silveira e Marjorie Estiano                                                | 12 de outubro de 2017  |
| 119 | Gina Vieira Ponte e Joana D'Arc Félix                                                               | 13 de outubro de 2017  |
| 120 | Reinaldo Lopes, Eduardo Góes Neves e Eduardo Bueno                                                  | 16 de outubro de 2017  |
| 121 | Roberto Menescal e Marcos Valle                                                                     | 17 de outubro de 2017  |
| 122 | Mario Sergio Cortella e Marcelo Tas                                                                 | 18 de outubro de 2017  |
| 123 | Projota e Júlio Cocielo                                                                             | 19 de outubro de 2017  |
| 124 | Marcos Uchôa e George Rateb Massis                                                                  | 20 de outubro de 2017  |
| 125 | Jorge Caldeira e Antonio Risério                                                                    | 23 de outubro de 2017  |
| 126 | Dedé Santana e Eduardo Sterblitch                                                                   | 24 de outubro de 2017  |
| 127 | Juca Kfouri, Ronaldo Helal e Antonio Prata                                                          | 25 de outubro de 2017  |
| 128 | Regina Casé, Patrícia Travassos, Luiz Fernando Guimarães, Evandro Mesquita e Hamilton Vaz Pereira   | 26 de outubro de 2017  |
| 129 | Martinho da Vila, Marcus Carvalho Lopes e Lauro José Cardoso                                        | 27 de outubro de 2017  |
| 130 | João Bosco                                                                                          | 30 de outubro de 2017  |
| 131 | Roberta Miranda, Guilherme Azevedo, Jorge Lisboa e Sheila Marchiori                                 | 31 de outubro de 2017  |
| 132 | Profissionais do setor funerário brasileiro                                                         | 01 de novembro de 2017 |
| 133 | Tirulipa e Carlinhos Maia                                                                           | 02 de novembro de 2017 |
| 134 | Fellipe Barbosa e João Pedro Zappa                                                                  | 03 de novembro de 2017 |
| 135 | Roberta Sudbrack e Loyola Brandão                                                                   | 06 de novembro de 2017 |
| 136 | Otaviano Costa                                                                                      | 07 de novembro de 2017 |
| 137 | João Moreira Salles                                                                                 | 08 de novembro de 2017 |
| 138 | Fernanda Torres                                                                                     | 09 de novembro de 2017 |
| 139 | Daniela Thomas, Joel Zito araujo e Ana Maria Gonçalves                                              | 10 de novembro de 2017 |
| 140 | Marcelo Viana e Carolina Araújo                                                                     | 13 de novembro de 2017 |
| 141 | Agnaldo Silva e Viviane Araújo                                                                      | 14 de novembro de 2017 |
| 142 | Marcelo Serrado e José Roberto de Castro Neves                                                      | 15 de novembro de 2017 |
| 143 | Emicida e Rael                                                                                      | 16 de novembro de 2017 |
| 144 | Bia Lessa, Caio Blat e Willi Bolle                                                                  | 17 de novembro de 2017 |
| 145 | Pretinho da Serrinha e o Chef de cozinha João Diamante                                              | 20 de novembro de 2017 |
| O cantor Pretinho da Serrinha e o Chef de cozinha João Diamante conta suas histórias. Canções: "Alguém me avisou", "Preto do Beco" e "Som de Madureira" | |                        |
| 146 | Vera Fischer                                                                                        | 21 de novembro de 2017 |
| Às vésperas de completar 66 anos, Vera Fischer revela alguns de seus segredos de beleza, fala de sua vontade de chegar aos 102 anos, comenta sobre sua criação aberta, sem melindres com a nudez, e detalha seu novo espetáculo. | |                        |
| 147 | Flávio Tavares, Eduardo Bueno e Nilton Hernande                                                     | 22 de novembro de 2017 |
| Flávio Tavares, Eduardo Bueno e Nilton Hernandes relembram trajetória de Che Guevara. Mesmo após 50 anos de sua morte, o médico, revolucionário e guerrilheiro Che Guevara continua despertando os sentimentos mais contraditórios. | |                        |
| 148 | Alok, Dj Swarup, Dj Ekanta e Bhaskar                                                                | 23 de novembro de 2017 |
| Alok e sua nave eletrônica pousaram no Conversa com Bial. Mas diferentemente dos outros voos do artista, ele vem acompanhado de toda a família, o pai Juarez Petrillo (Dj Swarup), a mãe Adriana Peres Franco (Dj Ekanta) e o irmão Bhaskar Petrillo. Canções: "Hear Me Now", "Never Let Me Go" e "Big Jet Plane". | |                        |
| 149 | Jô Soares                                                                                           | 24 de novembro de 2017 |
| O artista lança 'O Livro de Jô - Uma Autobiografia Desautorizada' e relembra histórias emocionantes dos pais e do filho. | |                        |